# YBC 1793
Le n°1793 de la Yale Babylonian Collection ou YBC 1793 est une tablette d'argile administrative mésopotamienne, écrite en cunéiforme.
Datée du règne d'Amar-Sîn, roi de la Troisième dynastie d'Ur (c'est-à-dire des alentours de 2040 ans avant Jésus-Christ), elle est la plus ancienne tablette comportant des nombres écrits avec la numération sexagésimale positionnelle à être précisément datée.